# Life Is Strange (videójáték)
A Life Is Strange epizódikus grafikus kalandjáték, amelyet a Dontnod Entertainment fejlesztett és a Square Enix adott ki eredetileg PlayStation 3, PlayStation 4, Xbox 360 és Xbox One rendszerekhez. A Life is Strange franchise első része, a játék öt epizódban jelent meg időszakosan, 2015 folyamán konzolokra, majd később 2016-ban számítógépre, és végül 2017-ben iOS és Android rendszerekre. 2022-ben ezeket a remaszterelt kiadással a Nintendo Switch követte.
A cselekmény Max Caulfieldre, egy 18 éves fényképészhallgatóra összpontosít, aki felfedezi, hogy képes bármikor visszatekerni az időt, amelynek következtében minden döntésének pillangóhatása van. A játékos választásai az elbeszélést a kibontakozása közben módosítják, és átformálják azt. A küldetések elágazó választási lehetőségeket használnak a beszélgetéshez.
A játék fejlesztését 2013 áprilisában kezdték meg, már eleinte is epizodikus formában, részben pénzügyi, részben művészeti okokból. A fejlesztők a játék valósághűségének elérése céljából bejárták az Egyesült Államok csendes-óceáni partjának északi részét, és direkt elkerültek ismert karakter archetípusokat. A történetet részben befolyásolták a játékosok az epizódok megjelenése között.
A Life Is Strange-et méltatták a kritikusok, leginkább kiemelték a karakterfejlődést, a játékmechanikákat, az érzelmi mélységét és a tabu témák feldolgozását. Kritizálták viszont nyelvhasználatát és a következetlenségeket egyes helyeken a történetben. Több, mint 75 év játéka díjat kapott, 2023 novemberéig 20 millió játékost ért el. Megjelent egy előzménye Life Is Strange: Before the Storm (2017) címen, illetve egy közvetlen folytatása is, a Life Is Strange: Double Exposure (2024).

## Cselekmény
|  | Alább a cselekmény részletei következnek! |

2013 októberében a 18 éves Maxine Caulfield (Hannah Telle) visszatér az oregoni Arcadia Bay városába, Seattle-ből, hogy a Blackwell Academy diákja legyen. Mark Jefferson (Derek Phillips) tanár fényképészet óráján egy végzetes látomása van egy tornádóról, amely elpusztítja a világítótornyot és a kisváros felé halad. Ezt követően a mosdóba megy, hogy lenyugtassa magát, ahol meglátja, hogy Nathan Prescott (Nik Shriner) dühében megöl egy fiatal nőt. Max hirtelen vissza tudja fordítani az idő múlását, megmentve a lányt, akiről később kiderül, hogy gyerekkori barátja, Chloe Price (Ashly Burch). A páros később találkozik, meglátogatják a világítótornyot és Max mesél Chloe-nak új képességéről. Ettől a pillanattól kezdve szokatlan időjárási jelenségek kezdődnek meg a Arcadia Bayben.
Másnap Max tanórája félbeszakad, mikor kiderül, hogy Kate Marsh (Dayeanne Hutton), akit zaklattak diáktársai egy videó miatt, amelyen bedrogozva több embert is megcsókolt egy bulin, öngyilkos lesz, leugorva a lányok kollégiumának tetejéről. Max meg tudja menteni új képességével, időben elérve a tetőt, meggyőzve a lányt, hogy jöjjön le. A játékos döntései alapján Max vagy megmenti Kate-et, vagy sikertelen. Később ő az, aki megoldja Rachel Amber, Chloe és a lány barátja, eltűnésének rejtélyét. Max és Chloe aznap este betörnek az igazgató irodájába, ahol felfedezik, hogy valószínűleg Nathan áll minden mögött. Másnap reggel beosonnak Frank Bowers (Daniel Bonjour) drogkereskedő lakóautójába, és megtudják, hogy Rachel titokban tartotta kapcsolatát a férfival Chloe-tól. Max később talál egy gyerekkori képet Chloe-ról a lány házában, de mikor megnézi, hirtelen visszakerül kép elkészítésének napjára, mielőtt Chloe apja, William (Joe Ochman) meghalt volna, megakadályozva a férfi autóbalesetét. Ezzel egy új valóságot hoz létre, amelyben William életben marad, de Chloe lebénult egy baleset következtében. Max később úgy dönt, hogy visszatér a jelenbe, és inkább feláldozza a lány apját.
Nyomozásuk során Max és Chloe felfedez egy bunkert egy farmépület alatt, amely a Prescott-család tulajdonában van, ahol több mappát is találnak, tele lekötözött lányok képeivel. A felvételek között vannak Kate-ről, és rémületükre, Rachel holttestének eltemetéséről is. A két bepánikolt lány egy hulladéklerakó terepre siet, ahol felfedezik a lány testét, Chloe kétségbeesett. A páros egy iskolai bulira siet, hogy megtalálják Nathant, de helyette kapnak tőle egy üzenetet, amelyben azt fenyegeti, hogy el fogja pusztítani a bizonyítékokat. Visszasietnek a lerakóhoz, de itt Jefferson elkábítja Maxet és fejbe lövi Chloe-t. Max a bunkerben ébred fel, ahol Jefferson bedrogozott több lányt is, és az elkábított nőket modelljeként használta, hogy „elkapja a pillanatot, mikor ártatlanságuk romlássá válik.” Jefferson megosztja Max-szel, hogy szárnyai alá vette Nathant, de megölte őt Max elrablása előtt és, hogy Nathan vetett véletlenül véget Rachel életének túladagolással, mikor Jeffersont próbálta másolni. A tanár meg akarja gyilkolni Maxet is miután megszerzi a szükséges képeket, de Max elmenekül egy fénykép használatával, ismét Jefferson tanórájának elejére visszatérve, ahol a játék kezdődött. Felhívja David Madsen (Don McManus), Chloe mostohaapja és a Blackwell biztonsági őre, figyelmét a helyzetre, megmentve önmagát és Chloe-t, amelynek következtében Nathant és Jeffersont is letartóztatják.
Max megkapja a lehetőséget, hogy egy fényképészeti verseny győzteseként San Franciscóba utazzon Wells igazgatóval Jefferson helyett, és egyik képe egy galériába kerüljön. Az eseményről felhívja Chloe-t, mikor kiderül, hogy minden ellenére a vihar mégis elérte a várost. Max visszautazik az időben győztes fényképe használatával, amelyet követően több különböző alternatív valóságba kerül, amelyek egy rémálommá olvadnak össze. Megtalálja Chloe-t a világítótoronynál, ahol rájönnek, hogy Max valószínűleg azzal hozta létre a tornádót, hogy megmentette Chloe-t Nathantől a mosdóban. Maxnek döntést kell hoznia: vagy visszamegy az időben és feláldozza Chloe életét, hogy megmentse a várost, vagy ebben az idővonalban marad és megmenti a lányt, feláldozva Arcadia Bayt. Ha Max a korábbi lehetőséget választja, sírva hagyja, hogy Chloe meghaljon, Nathant és Jeffersont így is letartóztatják és a vihar nem történik meg. Ha az utóbbit választja, akkor a vihar eléri a várost, elpusztítva azt, és a páros elhagyja az óceánparti települést.
|  | Itt a vége a cselekmény részletezésének! |

## Játékmenet

A játék legfontosabb mechanikája Max képessége, amellyel az idő múlását vissza tudja fordítani

A játék harmadik nézetben (TPS) teszi lehetővé az irányítást. Az idő visszatekerése lehetővé teszi a játékos számára, hogy szinte minden döntését megváltoztassa. Helyet kapott pár, a történet alakulására nagy befolyással rendelkező választás is, amik nem visszafordíthatóak. Gyakran emberi életek múlnak ezeken a választásokon. A játékos megvizsgálhatja a tárgyakat, és interakcióba léphet velük, amely lehetővé teszi a környezet megváltoztatását. Az időutazás előtt összegyűjtött tárgyak a játékosnál maradnak, emiatt lehet „csalni,” sőt sokszor csak így kaphatjuk meg az elvárt kifejletet. A játékos különböző helyszíneket fedezhet fel Arcadia Bay kitalált környezetében, és kommunikálhat nem játszható karakterekkel. Az esemény visszaállítása után a korábban megadott részletek felhasználhatók lesznek a jövőben. Bizonyos esetekben a párbeszéd választása rövid vagy hosszú távú következmények révén megváltoztatja és befolyásolja a történetet. Mindegyik választásnál rövid távon valami jó is rosszabbul alakulhat.

## Fejlesztése
A Life Is Strange fejlesztése 2013 áprilisában kezdődött egy 15 fős csapattal, amely tovább nőtt, mikor csatlakozott hozzájuk a Square Enix. Epizodikus formátumot szem előtt tartva alakították ki, pénzügyi és kreatív okokból egyaránt, eleinte hathetente terveztek kiadni részeket. Csak akkor döntöttek úgy, hogy bemutatják a játék tervét a Square Enixnek, mikor egy nagyobb tervezetüket egy másik játékra elutasították. Eredetileg egy teljes játékként akarta kiadni a kiadó önmaga, de végül a közreműködésük a Square Enix-szel az epizodikus stratégiához vezetett. Több, mint 100 címet felvetettek a játéknak, az első What If volt.
Ez a Dontnod Entertainment második nagy címe női főszereplővel. A Dontnod fejlesztői naplót tett közzé, amely szerint a legtöbb kiadó nem volt hajlandó kiadni egy játékot, hacsak nincs benne férfi főszereplő. A kiadók részéről ugyanez a kifogás merült fel már a Dontnod első projektje, a Remember Me esetében is. A Dontnod vezérigazgatója, Oskar Guilbert is támadta az elején ezt az ötletet. A Square Enix volt az egyetlen kiadó, aki nem szándékozott ezen változtatni.
A fejlesztők a terep kialakításánál a valóságot vették alapul. Az Egyesült Államok csendes-óceáni partjának északi része mellett döntöttek, hogy elérjék a nosztalgikus, őszi érzést. A fejlesztők meglátogatták a régiót, fényképeket készítettek, beszereztek helyi újságokat és a Google Utcakép szolgáltatást is felhasználták. Már korán úgy döntöttek, hogy a költségvetés nagy részét a szinkronszínészekre és a történet megírására fogják költeni. Az eredeti szerző Jean-Luc Cano volt, franciául írta meg a cselekményt, majd a rendezők és a design csapat írta át egy videójáték-forgatókönyvvé.

## Fogadtatás
Megjelenése után a Life Is Strange általában pozitív kritikákat kapott. Gyakran szerepelt a negatív vélemények között a használt szleng, a rossz ajak-szinkronizálás, és a hangszínbeli következetlenségek a történetben. A játék több mint 75 Az Év Játéka (Game Of The Year) díjat kapott és több ranglistán szerepelt előkelő helyen.
85/100 Metacritic-pontszámmal végzett a PlayStation 4 és az Xbox One készülékeken. Általános véleménnyé vált, hogy több hasonló játéknak kellene lennie. Az Eurogamer szerint ez „ennek a generációnak az egyik legjobb interaktív sztori-játéka.” Jokoo Taró játékfejlesztő kedvenc PlayStation 4-játékai közé sorolta.

## Jelentősége
A Life Is Strange pénzügyi és kritikai sikerét követően a Dontnod Entertainment egyre fontosabb fejlesztő lett az iparágban, kiadók elkezdték megkeresni a céget, mikor korábban mindig nekik kellett kiadót találniuk. Oskar Guilbert, a Dontnod vezérigazgatója kijelentette, hogy a játék megmentette a céget a Remember Me gyenge teljesítménye után. A The Washington Post szerint a játék sikeresen letette a videójátékok „Steven Spielberg tesztjét,” („Videójátékok akkor fogják bebizonyítani értéküket, mint egy történetmesélő művészeti műfaj, mikor valaki beismeri, hogy sírt a 17. szinten”) mint műalkotás. Sok elmélet jelent meg a játék történetéről, illetve a befejezéséről.
2016-ben a Square Enix a valóságban is elindított egy „Everyday Heroes” fényképpályázatot, amelyet a játék inspirált, a győztesnek egy 10 ezer dolláros ösztöndíjat adva. A cég ezek mellett együtt dolgozott a Parent Advocacy Coalition for Educational Rights szervezettel, hogy támogassanak egy zaklatás elleni kampányt a játékban található témák alapján, 25 ezer dollárt adományozva.
2016 júliusában a Legendary Digital Studios és a Square Enix bejelentette, hogy a videójátékból digitális sorozatot készítenek. A bejelentés idején több íróval is találkoztak az adaptáció kivitelezésére, amely Arcadia Bayben játszódott volna. 2017-ben a dj2 Entertainment eladta a jogokat a sorozathoz a Hulunak.
A Life Is Strange: Before the Storm előzmény 2017-ben jelent meg, a Deck Nine fejlesztette. A további játékok a sorozatban új karaktereket és új mechanikákat mutatnak be, mint a 2018-ban kiadott Life Is Strange 2, annak az előzetesen megjelent spin-offja, a The Awesome Adventures of Captain Spirit, illetve a 2021-es Life Is Strange: True Colors.
A videójáték alapján készült egy képregény-sorozat is, amely az eredeti játék történetét a „Sacrifice Arcadia Bay” döntéstől folytatja, és Max és Chloe-t követi a város pusztulását követően. Emma Vieceli írta, míg az illusztrátor Claudia Leonardi és Andrea Izzo voltak. A Square Enix ezek mellett együtt dolgozott a Titan Comicsszal a Life Is Strange: Welcome to Blackwell Academy könyv létrehozásában is, amelyet Matt Forbeck szerzett, és a Blackwell Academyről, illetve Arcadia Bayről szól.
A Life Is Strange és a Before the Storm remaszterelt verziói 2022 februárjában jelentek meg a Life Is Strange Remastered Collection részeként.
A 2024-ben megjelent Life Is Strange: Double Exposure ismét Max Caulfield főszereplésével készült el, aki felfedezi hogy egyszerre több idővonalon is tud létezni, miközben megpróbálja megakadályozni barátja, Safi meggyilkolását.